# Bonaventura Porta
Bonaventura Porta, né le 21 octobre 1866 à Castelmassa, dans la province de Rovigo, en Vénétie, et mort le 15 décembre 1953  à Pesaro, est un prêtre et évêque catholique italien, évêque du diocèse de Pesaro de 1917 à 1952.

## Biographie
Né à Massa Superiore, un hameau de la commune de Castelmassa (Italie), le 26 octobre 1893, Bonaventura Porta est ordonné prêtre le 22 mars 1890.

### Évêque
Nommé évêque de Pesaro par Benoit XV le 22 mars 1917, il est consacré évêque par Mgr Carlo Liviero le 24 juin 1917.
En 1923 il fait construire un centre de vacances héliothérapeutique antituberculeux, pour aider les enfants pauvres.
Le 23 octobre 1929, par décret épiscopal, il érige la paroisse Santa Maria del Porto. De 1931 à 1932, il est administrateur apostolique du diocèse d' Urbino.
Il démissionne de son ministère le 28 décembre 1952 et reçoit le titre d'évêque titulaire d'Ancusa (de). Il meurt le 15 décembre 1953.

## Images

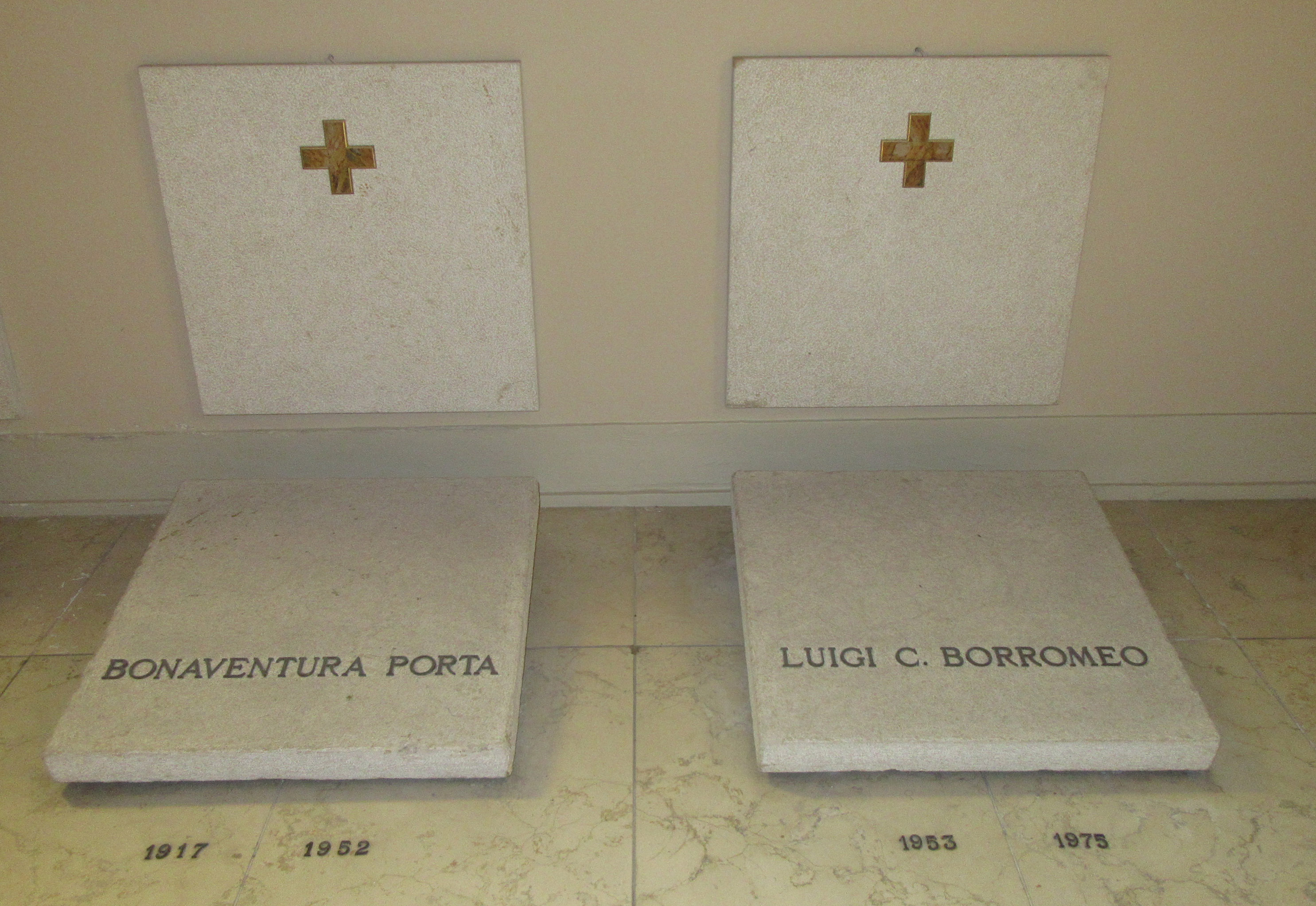
Tombeaux des évêques Porta et Borromeo dans la dernière chapelle à droite de la cathédrale de Pesaro.